# Phloeolaemus macrocephalus
Phloeolaemus macrocephalus is een keversoort uit de familie dwergschorskevers (Laemophloeidae). De wetenschappelijke naam van de soort werd in 1910 gepubliceerd door Schaeffer.